# 天福庵站
天福庵站是一个京沪线上一个已撤销的铁路车站，位于中华人民共和国江苏省苏州市昆山市花桥镇天福庵村，建于1931年，1996年撤销，撤销前为四等站，邮政编码为215332。